# Rafael Méndez (football)
Pour les articles homonymes, voir Mendez.
Rafael Méndez, né en 1904 et mort en 1982), était un footballeur international bolivien, qui évoluait au poste d'attaquant.

## Biographie
Il évolue dans sa carrière de club dans l'équipe bolivienne de l'Universitario La Paz, un club de la capitale.
Méndez prend part aux neuf premiers matchs internationaux de l'histoire de son pays, en participant à la Copa América 1926 au Chili, à la Copa América 1927 au Pérou, et surtout à la coupe du monde 1930 en Uruguay avec la Bolivie, appelé par l'entraîneur bolivien Ulises Saucedo.
Le pays ne passe pas le premier tour lors de la compétition, et perd deux fois 4-0 contre la Yougoslavie et le Brésil.